# ادبیات چیست؟
ادبیات چیست (به فرانسوی: Qu'est ce que la littérature) نام یک کتاب ادبی است که توسط ژان پل سارتر، نویسندهٔ اهل فرانسه نوشته شده‌است. این کتاب یکی از آثار مشهور ادبی جهان است.